# Lijst van voetbalinterlands Duitse Democratische Republiek - Finland
Deze lijst van voetbalinterlands is een overzicht van alle officiële voetbalwedstrijden tussen de nationale teams van de Duitse Democratische Republiek (DDR) en Finland. De landen speelden zeven keer tegen elkaar. De eerste ontmoeting, een vriendschappelijke wedstrijd, werd gespeeld in Helsinki op 5 september 1959. Het laatste duel, eveneens een vriendschappelijke wedstrijd, vond plaats op 22 maart 1989 in Dresden.

## Wedstrijden
| № | Plaats      | Datum            | Competitie           | Wedstrijd                                | Uitslag |
| - | ----------- | ---------------- | -------------------- | ---------------------------------------- | ------- |
| 1 | Helsinki    | 6 september 1959 | Vriendschappelijk    | Finland – Duitse Democratische Republiek | 3 – 2   |
| 2 | Rostock     | 30 oktober 1960  | Vriendschappelijk    | Duitse Democratische Republiek – Finland | 5 – 1   |
| 3 | Dresden     | 7 oktober 1972   | WK 1974 kwalificatie | Duitse Democratische Republiek – Finland | 5 – 0   |
| 4 | Tampere     | 6 juni 1973      | WK 1974 kwalificatie | Finland – Duitse Democratische Republiek | 1 – 5   |
| 5 | Maagdenburg | 16 maart 1983    | Vriendschappelijk    | Duitse Democratische Republiek – Finland | 3 – 1   |
| 6 | Lahti       | 20 augustus 1986 | Vriendschappelijk    | Finland – Duitse Democratische Republiek | 1 – 0   |
| 7 | Dresden     | 22 maart 1989    | Vriendschappelijk    | Duitse Democratische Republiek – Finland | 1 – 1   |

## Samenvatting
| Competitie        | Totaal gespeeld | Winst DDR | Gelijk | Winst Finland | Doelsaldo DDR – Finland |
| ----------------- | --------------- | --------- | ------ | ------------- | ----------------------- |
| WK-kwalificatie   | 2               | 2         | 0      | 0             | 10 − 1                  |
| Vriendschappelijk | 5               | 2         | 1      | 2             | 11 − 7                  |
| Totaal            | 7               | 4         | 1      | 2             | 21 − 8                  |

Wedstrijden bepaald door strafschoppen worden, in lijn met de FIFA, als een gelijkspel gerekend.

## Details

### Eerste ontmoeting
| Vriendschappelijk (Helsinki, Finland, 6 september 1959): |              | |
| Finland | 3 – 2        | Duitse Democratische Republiek |
| Kai Pahlman 31' Matti Hiltunen 45' Rolf Rosqvist 47' | goals        | 14' Reinhard Franz 38' Günter Schröter |
| Aatos Lehtonen | bondscoach   | Heinz Krügel |
| Anders Westerholm 51' Reijo Jalava Matti Haahti Unto Nevalainen Lauri Lehtinen Stig Holmqvist Markku Kumpulampi 46' Rolf Rosqvist Kai Pahlman Matti Hiltunen Keijo Voutilainen | opstellingen | Klaus Thiele Hans-Dieter Krampe Bringfried Müller Konrad Wagner Herbert Maschke Siegfried Wolf Roland Ducke Günter Schröter Bernd Bauchspieß Dieter Erler Reinhard Franz |
| Carl-Magnus Ekman 46' Jouni Gröndahl 51' | wissels      | |

### Tweede ontmoeting
| Vriendschappelijk (Rostock, Duitse Democratische Republiek, 30 oktober 1960):                                                                                                   |              | |
| Duitse Democratische Republiek | 5 – 1        | Finland |
| Jürgen Nöldner 28' Dieter Erler 32' Peter Ducke 33' Werner Heine 52' Jürgen Nöldner 76'                                                                                         | goals        | 86' Aulis Rytkönen |
| Heinz Krügel | bondscoach   | Aatos Lehtonen |
| Karl-Heinz Spickenagel Peter Kalinke Werner Heine Hans-Dieter Krampe Kurt Liebrecht Waldemar Mühlbächer Roland Ducke Peter Ducke Dieter Erler Jürgen Nöldner Helmut Müller      | opstellingen | Carl-Gustaf Nabb Olli Mäkinen Olli Heinonen Veijo Valtonen Stig Holmqvist Martti Hyvärinen Aulis Rytkönen Matti Sundelin Kai Pahlman Juhani Peltonen Reijo Jalava |
| Carl-Magnus Ekman 46' Jouni Gröndahl 51' | wissels      | |
| - Debuut van Kurt Liebrecht (BSG Lokomotive) en Peter Ducke (SC Motor Jena) voor de Duitse Democratische Republiek. - Debuut van Olli Mäkinen (Valkeakosken Haka) voor Finland. |              | |

### Derde ontmoeting
| WK 1974 kwalificatie (Dresden, Duitse Democratische Republiek, 7 oktober 1972):                                                                                               |              | |
| Duitse Democratische Republiek | 5 – 0        | Finland |
| Hans-Jürgen Kreische 46' Jürgen Sparwasser 68' Joachim Streich 70' Joachim Streich 76' Jürgen Sparwasser 86'                                                                  | goals        | |
| Georg Buschner | bondscoach   | Olavi Laaksonen |
| Jürgen Croy Bernd Bransch Konrad Weise 65' Klaus Sammer Siegmar Wätzlich Wolfgang Seguin Jürgen Pommerenke Hans-Jürgen Kreische Jürgen Sparwasser Peter Ducke Joachim Streich | opstellingen | Timo Nevanperä Pekka Kosonen Vilho Rajantie Raimo Saviomaa Esko Ranta Henry Forssell Pekka Heikkilä Miikka Toivola Olavi Rissanen 65' Heikki Suhonen 53' Jarmo Flink |
| Frank Ganzera 65' | wissels      | 53' Semi Nuoranen 65' Matti Paatelainen |

### Vierde ontmoeting
| WK 1974 kwalificatie (Tampere, Finland, 6 juni 1973): |              | |
| Finland | 1 – 5        | Duitse Democratische Republiek |
| Jarmo Manninen 88' | goals        | 7' Joachim Streich 30' Joachim Streich 44' Wolfram Löwe 75' Peter Ducke 83' Hans-Jürgen Kreische                                                                                |
| Olavi Laaksonen | bondscoach   | Georg Buschner |
| Göran Enckelman Henry Forssell Vilho Rajantie Raimo Saviomaa Esko Ranta Jouko Suomalainen Antero Nikkanen Eero Virkkunen 46' Jarmo Manninen Matti Paatelainen Miikka Toivola | opstellingen | Wolfgang Blochwitz Bernd Bransch Konrad Weise Klaus Sammer Lothar Kurbjuweit Reinhard Lauck 22' Jürgen Pommerenke Hans-Jürgen Kreische Wolfram Löwe Peter Ducke Joachim Streich |
| Heikki Suhonen 46' | wissels      | 22' Reinhard Hafner |
| - Debuut van Jarmo Manninen (Porin Ässät) voor Finland. |              | |

### Vijfde ontmoeting
| Vriendschappelijk (Maagdenburg, Duitse Democratische Republiek, 16 maart 1983): |              | |
| Duitse Democratische Republiek | 3 – 1        | Finland |
| Joachim Streich 11' Hans Richter 15' Hans Richter 61' | goals        | 79' Ari Hjelm |
| Rudolf Krause | bondscoach   | Martti Kuusela |
| Bodo Rudwaleit Norbert Trieloff Ronald Kreer Rüdiger Schnuphase Dirk Stahmann Andreas Trautmann Hans-Jürgen Dörner Jürgen Pommerenke 72' Hans Richter Joachim Streich Dieter Kühn 62' | opstellingen | Olavi Huttunen Esa Pekonen Pauno Kymäläinen Mikael Granskog Ilkka Remes Hannu Turunen 66' Atik Ismail Jukka Ikäläinen Leo Houtsonen 46' Ilpo Talvio 62' Keijo Kousa |
| Jürgen Heun 62' Matthias Liebers 72' | wissels      | 46' Pasi Rasimus 62' Juha Annunen 66' Ari Hjelm |
| - Debuut van Ilpo Talvio, Pasi Rasimus en Ari Hjelm voor Finland. |              | |

### Zesde ontmoeting
| Vriendschappelijk (Lahti, Finland, 20 augustus 1986): |              | |
| Finland | 1 – 0        | Duitse Democratische Republiek |
| Ari Hjelm 61' | goals        | |
| Martti Kuusela | bondscoach   | Bernd Stange |
| Kari Laukkanen Jukka Ikäläinen Jari Europaeus Erkka Petäjä Hannu Turunen Markus Törnvall 88' Kari Ukkonen Pasi Tauriainen 83' Jari Rantanen Ari Hjelm Esa Pekonen | opstellingen | René Müller Ronald Kreer Frank Rohde Matthias Döschner Uwe Zötzsche Hans-Uwe Pilz 80' Ralf Minge Matthias Liebers Ulf Kirsten 67' Thomas Doll Carsten Sänger |
| Ari Valvee 83' Kari Virtanen 88' | wissels      | 67' Michael Glowatzky 80' Frank Baum |

### Zevende ontmoeting
| Vriendschappelijk (Dresden, Duitse Democratische Republiek, 22 maart 1989):                                                                                          |              | |
| Duitse Democratische Republiek | 1 – 1        | Finland |
| Andreas Trautmann 54' | goals        | 29' Mika Lipponen |
| Manfred Zapf | bondscoach   | Jukka Vakkila |
| René Müller Frank Rohde Andreas Trautmann Matthias Lindner Ronald Kreer Jörg Stübner Matthias Sammer 75' Damian Halata 75' Dariusz Wosz Ulf Kirsten Andreas Thom 46' | opstellingen | Kari Laukkanen Esa Pekonen Ari Heikkinen Jari Europaeus Markku Kanerva 75' Marko Myyry 89' Erik Holmgren Kari Ukkonen 75' Ari Hjelm Mika Lipponen 75' Tommi Paavola |
| Torsten Gütschow 46' Ralf Hauptmann 75' Thomas Doll 75' | wissels      | 75' Mika Aaltonen 75' Ari Tegelberg 75' Erkka Petäjä 89' Anders Roth                                                                                                |
| - Debuut van Ralf Hauptmann (Dynamo Dresden) en Dariusz Wosz (HFC Chemie Halle) voor de Duitse Democratische Republiek.                                              |              | |